# Stryjewo
Stryjewo (deutsch Striewo, 1928 bis 1945 Stockhausen (Dorf)) ist ein Ort in der polnischen Woiwodschaft Ermland-Masuren. Er gehört zur Gmina Biskupiec (Stadt-und-Land-Gemeinde Bischofsburg) im Powiat Olsztyński (Kreis Allenstein).

## Geographische Lage
Stryjewo liegt am Ostufer des Jezioro Stryjewskie (deutsch Striewer See) in der nördlichen Mitte der Woiwodschaft Ermland-Masuren, 18 Kilometer südwestlich der früheren Kreisstadt Rößel (polnisch Reszel) bzw. 37 Kilometer nordöstlich der heutigen Kreismetropole und auch Woiwodschaftshauptstadt Olsztyn (deutsch Allenstein).

## Geschichte
1395 war das Gründungsjahr des vor 1785 Striöwen, nach 1785 Striowen genannten Dorfs. In jenem Jahre am 23. Oktober verlieh Bischof Heinrich III. Sorbom dort mehrere Hufen Land an vier Prußen.
Im Jahre 1785 wurde Striöwen als köllmisches Dorf mit 27 Feuerstellen erwähnt, im Jahre 1820 als köllmisches Dorf mit 27 Feuerstellen bei 173 Einwohnern.
Als im Jahre 1874 der Amtsbezirk Stanislewo (1931 in „Amtsbezirk Bredinken“ umbenannt) im ostpreußischen Kreis Rößel gebildet wurde, wurde die Landgemeinde Striewo eingegliedert.
Die Zahl der Einwohner Striewos stieg bis 1885 auf 443, und 1910 waren es bereits 544.
Am 20. Juli 1928 wurde Striewo – wohl aus politisch-ideologischen Gründen der Abwehr fremdländisch klingender Ortsnamen – in „Stockhausen“ umbenannt. Die Einwohnerzahl belief sich im Jahre 1933 auf 499 und im Jahre 1939 auf 534.
Als 1945 in Kriegsfolge das gesamte südliche Ostpreußen an Polen fiel, erhielt Stockhausen die polnische Namensform „Stryjewo“. Heute ist das Dorf Teil der Stadt-und-Land-Gemeinde Biskupiec (Bischofsburg) im Powiat Olsztyński (Kreis Allenstein), von 1975 bis 1998 der Woiwodschaft Olsztyn, seither der Woiwodschaft Ermland-Masuren zugehörig. Im Jahre 2021 zählte Stryjewo 303 Einwohner.

## Kirche
Striewo resp. Stockhausen gehörte bis 1945 zur evangelischen Kirche Bischofsburg (polnisch Biskupiec) in der Kirchenprovinz Ostpreußen der Kirche der Altpreußischen Union, außerdem zur römisch-katholischen Kirche Stanislewo (1931 bis 1945 Sternsee, polnisch Stanclewo) im damaligen Bistum Ermland.
Heute gehört Stryjewo katholischerseits weiterhin zur Pfarrei Stanclewo, die jetzt allerdings im Erzbistum Ermland liegt. Evangelischerseits gehört das Dorf jetzt zur Kapellengemeinde Biskupiec, einer Filialgemeinde der Kirche Sorkwity (Sorquitten) in der Diözese Masuren der Evangelisch-Augsburgischen Kirche in Polen.

## Verkehr
Stryjewo ist über Nebenstraßen mit den Nachbarorten Węgój (Wengoyen) an der Woiwodschaftsstraße 596 und Stanclewo (Stanislewo, 1931 bis 1945 Sternsee) über Bredynki (Bredinken) an der Woiwodschaftsstraße 590 (frühere Reichsstraße 141) verbunden.
Eine Bahnanbindung besteht nicht.